# Regnvejrsdag i november
Regnvejrsdag i november er en dansk sang fra 1976 med tekst af Ebba Munk Pedersen og med melodi af Pia Raug, sunget og indspillet af sidstnævnte på albummet Hej lille drøm fra 1978. Sangen er siden kåret som den andenbedste danske børnesang nogensinde.

## Om sangen
I midten af 1970'erne begyndte Pia Raug, som ny visesanger, at interessere sig for at optræde på visefestivaler, særligt Skagen Festivalen lå højt på hendes ønskeliste. I Skagen mødte hun den kvindelige festival-arrangør Gerd Parkholt, der samme efterår sendte hende nogle af sine egne tekster i håbet om at Raug kunne sætte musik til. Raug håbede at Gerd ville give hende adgang til festivalen, hvis det lykkedes at skabe nogle sange, men måtte give fortabt. På de tilsendte papirer fandtes imidlertid nogle digte, som Gerds veninde Ebba Munk Pedersen havde skrevet, og ét af dem var "Regnvejrsdag i november". Melodien til sangen fik Pia Raug på Bornholm en tidlig morgen efter at have indtaget en del honningsyp (honning med snaps) aftenen forinden. Resultatet blev en melodi og sang i dur, der af nogle betegnes som en lejrbålssang med en stor genkendelighed indbygget, hvilket har gjort den populær.
Under coronanedlukningen i Danmark opførte tv-værten og musikeren Phillip Faber bl.a. "Regnvejrsdag i november" for de danske seere i programmet Morgensang.

## Eksternt link
- "Regnvejrsdag i november" fremført af Pia Raug, youtube.com